# Говард, Чарльз, 1-й граф Карлайл
Чарльз Говард Карлайл (англ. Charles Howard, 1st Earl of Carlisle; также Чарльз Говард Карляйль или Чарльз Говард Карлейль; 1629—1685) — английский аристократ, военный и политический деятель, дипломат.
Происходил из рода Говардов: его прадед Уильям Говард (1563—1640) был 3-м сыном 4-го герцога Норфолка.
Один из приближенных английского короля Карла II, посланный им в 1663 году в Москву для изъявления благодарности царю Алексею Михайловичу и ходатайства о возобновлении уничтоженных торговых привилегий англичан.
Дошедшее до нас описание этого путешествия принадлежит к числу наиболее интересных иностранных сочинений о России того времени: в нём описывается исполненный различных приключений путь посольства в Москву через Архангельск и Вологду, пребывание его в Москве, аудиенция у царя Алексея, излагается ход переговоров, окончившихся для англичан полной неудачей, и описывается обратный путь на родину через Ригу. Даётся подробный обзор государственного управления, положения сословий, оснащения военных сил и внешней политики Русского царства, а также внешнего облика, нравов и обычаев московитян, излагаются основы их религии и церковного устройства. При этом некоторые сведения заимствуются из более раннего сочинения Адама Олеария.
Начиная с лондонской публикации 1669 года «Описание путешествия», или «Реляции о трёх посольствах» (A Relation of Three Embassies etc.) издавались несколько раз на разных языках. Запутанный вопрос о количестве этих изданий, как и об авторе «Описания», разрешён в «Библ. отрывках» («Отечественные записки», 1854). Автором описания, как установлено в указанном исследовании, был не сам Карлайл, а довольно известный в то время писатель Гвидо Миеж, или Гвидо Монт, который, будучи родом из Швейцарии, долгое время жил в Англии и был прикомандирован к посольству в качестве секретаря.
В 1879 году в России увидел свет первый русский перевод записок Гвидо Монта, выполненный историком, преподавателем Петровского Полтавского кадетского корпуса И. Ф. Павловским, выпущенный в № 5 журнала «Историческая библиотека» (СПб., 1879).